# محمدهاشم مهیمنی
محمدهاشم مهیمنی (زادهٔ آذر ۱۳۳۴ در گرگان، ایران) سیاستمدار اصلاح طلب اهل ایران است.وی بعنوان سومین استاندار استان گلستان در دولت اصلاحات انتخاب شد. پیش از آن وی سابقه کار در شهرداری تهران بعنوان شهردار منطقه ۱۶ و وزارت کشور بعنوان مدیرکل امور شوراها را در کارنامه خود داشت.
پدربزرگ وی، محمداسماعیل ابراهیمی، تاجر سرشناس منطقه استرآباد بود و مدتی ریاست اتاق تجارت و انجمن شهر گرگان را برعهده داشته است.
دایی وی،  دکتر عبدالقیوم ابراهیمی از مفاخر شهر گرگان، گیاه شناس و استاد دانشگاه (فوق دکترای بیماری‌های گیاهی- دانشگاه آیوا آمریکا) است.
نسرین اکبری نژاد، فعال مدنی و اجتماعی همسر وی است. نسرین متولد گرگان است و سابقه فعالیت در سازمان های مردم نهاد در تهران و گرگان را دارد.
او مدیرعامل و عضو هیات‌مدیره موسسه فرهنگی اجتماعی «یاس» در تهران بوده است. نسرین اکبری‌نژاد همچنین سابقه معاونت و تدریس در مدارس کودکان در تهران و آق‌قلا (استان گلستان) را دارد.

## تحصیلات
او تحصیلات ابتدایی،‌ راهنمایی و دبیرستان خود را در مدارس گرگان انجام داد.
پس از إتمام آن، تحصیلات دانشگاهی خود را در رشته کارشناسی زمین‌شناسی از دانشگاه اصفهان و کارشناسی ارشد علوم سیاسی از دانشگاه تهران ادامه داد و به پایان رساند

## فرزندان
محمد حسین مهیمنی عکاس برجسته خبری و برنده جوایز متعدد داخلی و بین المللی( دانش آموخته حقوق) فرزند وی است. از جمله جوایز  وی می‌توان به:
۱- جایزه اول جشنواره بین المللی آب
۲- برنده جایزه عکس زنان از بنیاد آگورا 
۳-برنده نشان عکس مطبوعاتی سال ۱۳۹۹
۴-برنده بخش ایران ما در جشنواره تصویر سال ۱۴۰۰
۵-حضور و فروش NFT عکس در اکسپو بین المللی دوبی

محسن مهیمنی پژوهشگر سیاست‌گذاری عمومی و روزنامه‌نگار فرزند وی است. 
محسن لیسانس خود را از دانشگاه تهران، کارشناسی ارشد را از دانشگاه ناتینگهام انگلیس در رشته سیاستگذاری عمومی و دکتری علوم سیاسی را از دانشگاه دوبلین دریافت کرده است.
او پس از دریافت دکترا کتابی را در زمینه فرصت‌ها و محدودیت‌های تشکل‌های غیردولتی در نظام‌های ترکیبی با مطالعه موردی ایران منتشر کرد.